# Einārs Cilinskis
Einārs Cilinskis, né le 28 août 1963 à Madona, alors Union soviétique, est un homme politique letton membre de l'Alliance nationale (NA). Il est ministre de l'Environnement en 2014.

## Biographie
Comptant parmi les membres fondateurs du Mouvement national pour l'indépendance de la Lettonie (LNNK) en 1988, il a siégé au conseil municipal de Riga entre 2001 et 2009. En 2010, il est élu à la Saeima, un mandat qu'il conserve en 2011.
Le 22 janvier 2014, il est nommé ministre de la Protection de l'environnement et du Développement régional.
Le 14 mars 2014, le Premier ministre Laimdota Straujuma annonce vouloir limoger Einārs Cilinskis à la suite de son intention de « participer le surlendemain à un défilé d'anciens combattants lettons de la Waffen SS.